# Jean-Pierre Védrines
 (mars 2022).
Si vous disposez d'ouvrages ou d'articles de référence ou si vous connaissez des sites web de qualité traitant du thème abordé ici, merci de compléter l'article en donnant les références utiles à sa vérifiabilité et en les liant à la section « Notes et références ».
Pour les articles homonymes, voir Védrines.
Jean-Pierre Védrines, né le 28 janvier 1942 à Lunel et mort le 6 octobre 2023 à Castelnau-le-Lez, est un écrivain français.
Il a publié plus d’une trentaine d’ouvrages  allant de la poésie, aux contes, nouvelles et romans.

## Biographie
Jean-Pierre Védrines vit actuellement dans l’Hérault à Lunel. Tout jeune, il se consacre à l’écriture poétique.
Il publie ses premiers poèmes dans les revues belges de son ami le poète Jean Braeckman, Jouvence et Le Taureau.
Il crée en 1968 le groupe de poésie L’Escalier auquel participent, notamment, Paul Aubert, Serge Velay, Patrick Pierre Roux, Raoul Pérez.
À partir de 1970, il publie ses recueils de poésie chez Guy Chambelland et collabore à la revue Le Pont de l'Epée.
En 1980, ses poèmes pour enfants sont édités par Ecbolade.
Animateur d’ateliers d’écriture en milieu scolaire, il est à l’origine de trois publications de travaux d’enfants :
- La Planète bleue (2001, sensibilisation au langage poétique)
- La Ville ensemble (2002, apprentissage de la poésie)
- Histoires d’ici et d’ailleurs (2003, contes pour enfants).

Cette même année, il devient président de l’association Les Écrivains méditerranéens et dirige, à Montpellier, la revue littéraire Souffles.
À la même période, il publie ses premiers romans (éditions De Borée et Lucien Souny) et ses proses poétiques (éditions Le Bruit des autres).

## Publications
- L'Homme sauvage (poésie), Cahiers Froissart, 1970
- L’Héliographe (poésie), Guy Chambelland éditeur, 1970
- L'Écuelle rouge (poésie), Guy Chambelland éditeur, 1977
- Un mort à tenir debout (poésie), Guy Chambelland éditeur, 1979
- L'Année tropique (poésie), Strass polymorphe, 1984
- Enfer-Eden (poésie), Guy Chambelland éditeur, 1984
- L'Oiseau-cœur (poésie), Ecbolade éditions, 1988
- La liberté est ma lumière (poésie), éditions Pleine Plume, 1990
- Tombeau pour Abram des Loups (poésie), Le Grand Hors Jeu, 1991
- Seigneur du naufrage (poésie), Le Grand Hors Jeu, 1992
- L'Enfant des vignes (roman), Lacour éditions, 1992
- Obliques de l’oubli (poésie), éditions Souffles, 1993
- Nonrès (poésie), éditions Souffles, 1994
- Contes occitans (contes), Lacour éditions, 1997
- Ma mère (souvenirs d'enfance), Lacour éditions, 1998
- La Roue de l’infini (poésie), Ecbolade éditions, 2000
- La Flambe d'eau (poésie), éditions Alain Benoît, 2002
- Chroniques rouges (histoire locale), éditions Mémoire d'Oc, 2003
- Le Soleil à tête de guêpe (poésie), Ecbolade éditions, 2003
- Un jour d’orage (roman), éditions De Borée, 2004
- Froides vendanges (roman), éditions De Borée, 2005
- Marie des vignes (roman), éditions De Borée, 2006
- La Huguenote (roman), éditions Lucien Souny, 2006
- Mise à mort de l’ombre (poésie), éditions Lucarne sur..., 2006
- Les Cérémonies de l’oubli (poésie), éditions Atelier du Hanneton, 2006
- Lunel dans la guerre, vie quotidienne 1939-1945 (histoire locale), éditions Mémoire d'Oc, 2007
- L'Arbre des escargots (souvenirs d'enfance), éditions Cheminements, 2007
- La Loge du guetteur (poésie et patrimoine), éditions du Douayeul, 2007
- Passerelles (poésie), éditions Encres Vives, 2007
- Composé de silence (poésie), Ecbolade éditions, 2008
- Soleil de femme (roman), éditions De Borée, 2008
- Sous le souffle de la flamme (poésie), éditions Rafaël de Surtis, 2008
- Le Mas de l’amour (roman), éditions Lucien Souny, 2009
- La Danse de cœur (roman), éditions Apogée, 2009
- Corps de Rimbaud (prose poétique, Le Bruit des autres, 2009
- Le Vin du père (roman), éditions Lucien Souny, 2010
- Blanche et Jean (prose poétique), Le Bruit des autres, 2010
- Passeurs d'humanité (journal de bord), Le Bruit des autres, 2011
- Le regard de la terre, TDO éditions, 2021[2]

## Prix et distinctions
- Grand Prix de poésie des Écrivains méditerranéens (pour Obliques de l’oubli, 1993)
- Prix Gaston Baissette (pour Nonrès, 1994)
- Prix Rouger du Teil (pour L'Homme de neige, 1995)
- Prix des Beffrois (Patrimoine, pour La Loge du guetteur, 2007)
- Prix d'Estieugues (pour Le Brisement de la lumière, 2017)